# Digg
Digg è un sito web di social bookmarking. Le notizie ed i collegamenti sono proposti dagli utenti, e sono poi promossi in prima pagina in base ad un sistema di graduatoria non gerarchico e basato sulla valutazione degli altri utenti della comunità.

## Storia
Digg è nato nel 2004 ed è stato fondato da Kevin Rose. 
Il 25 agosto 2010 venne rilasciata una nuova versione del sito, nota come Digg V4, che non fu ben accolta dagli utenti. Questa data segnò l'inizio del declino del social, infatti molti utenti si spostarono su un'altra piattaforma: Reddit.
Nel luglio 2012 la Betaworks, start-up di New York che ha sviluppato l'applicazione per iPhone/iPad News.me, ha acquistato Digg rilanciando, ad agosto dello stesso anno, la rinnovata versione del servizio.